# Ida Lupino
Ida Lupino (Londra, 4 febbraio 1918 – Burbank, 3 agosto 1995) è stata un'attrice, regista, sceneggiatrice e produttrice cinematografica inglese.
Fu una delle poche donne a lavorare negli anni cinquanta come regista. Spesso indicata come femminista, toccò nei propri film argomenti controversi per l'epoca, come la gravidanza non desiderata, lo stupro, la bigamia. È ricordata anche per essere stata la seconda donna a diventare membro della Directors Guild of America.

## Biografia

### Origini
Ida Lupino, dalla data di nascita incerta, nacque in una famiglia inglese dedita da generazioni all'arte dello spettacolo. Di antiche origini italiane, la famiglia discendeva da un certo Giorgio Luppino, un attore e burattinaio, che rese noto al pubblico inglese il personaggio della commedia dell'arte italiana di Pulcinella che, trasformato in inglese, divenne Punchinello o Punch. Attori, ballerini, clown, acrobati, la famiglia Lupino ebbe importanti protagonisti nello spettacolo come il figlio di Giorgio, il mimo George William (1632-1693), così come Thomas William (1791-1859) acrobata che si esibì al Covent Garden e all'Astley's Circus di Philip Astley, il creatore del circo moderno. Nel 1850, col matrimonio di Louisa Lane con John Drew, i Lupino/Lane si imparentarono con un'altra famosa famiglia teatrale, i Drew.

### Carriera

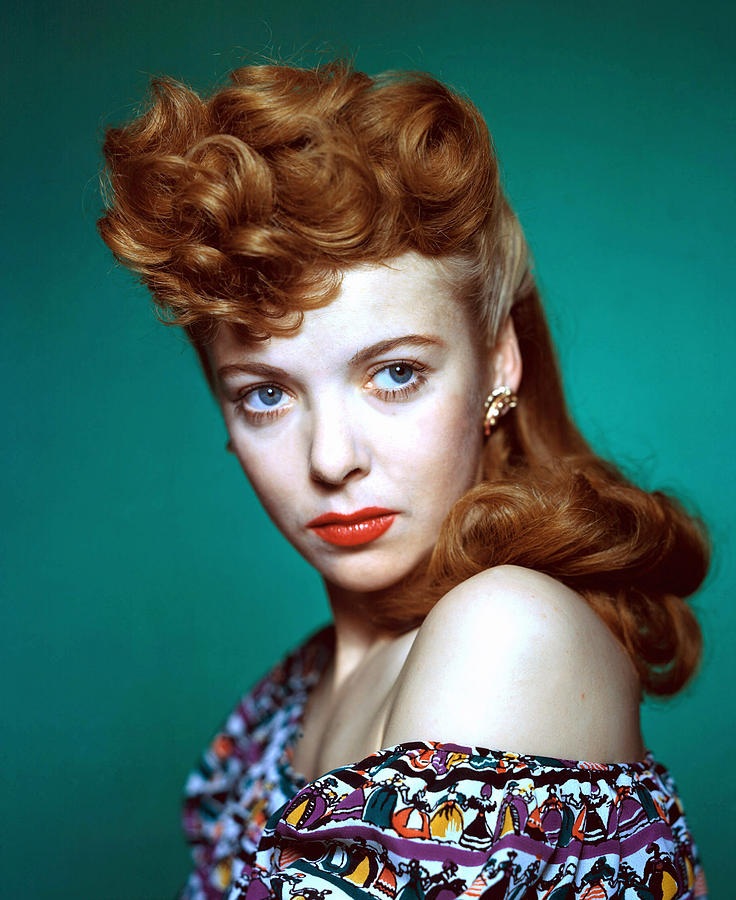
L'attrice negli anni 40

Incoraggiata dai suoi stessi genitori, gli attori Connie Emerald e Stanley Lupino, oltre che dallo zio Lupino Lane, Ida continuò la tradizione di famiglia iscrivendosi alla Royal Academy of Dramatic Art (RADA) di Londra nel 1931. La bambina aveva dimostrato fin da giovane uno spiccato talento. Viene spesso ricordato che a soli sette anni scrisse e diresse uno spettacolo teatrale per la scuola intitolato Mademoiselle. Esordì in teatro e nel cinema ad appena quattordici anni, nel film Altalena d'amore di Allan Dwan (1932). L'occasione della sua prima interpretazione cinematografica fu casuale: Ida aveva accompagnato la madre che avrebbe dovuto sostenere un provino per una parte nel film di Dwan, e invece fu scelta la figlia che ottenne subito un buon successo, tanto da interpretare in Inghilterra altre cinque pellicole. Trasferitasi a Hollywood nell'agosto 1933, con un contratto per la Paramount, iniziò la carriera interpretando parti secondarie, come in Sogno di prigioniero (1935) di Henry Hathaway fino a raggiungere la notorietà con La luce che si spense (1939) di William A. Wellman, dopo una prova apprezzabile anche nella commedia brillante Artisti e modelle (1937) di Raoul Walsh.
Scritturata dalla Warner Bros., iniziò una collaborazione artistica con Raoul Walsh, grazie alla quale negli anni quaranta recitò in Strada maestra (1940) e nel noir Una pallottola per Roy (1941), con Humphrey Bogart, un film gangster con toni introspettivi, intriso di malinconia (di cui lo stesso Walsh realizzerà un remake in versione western, Gli amanti della città sepolta, del 1949). In questo film si ebbe la definitiva consacrazione di Bogart, ma la Lupino, come avvenne anche in Strada maestra, non sfigurò di fronte alla recitazione incisiva di Bogart e riuscì a stargli alla pari e talvolta a metterlo in ombra. Negli stessi anni, la Lupino si distinse come interprete nei film Il lupo dei mari (1941) di Michael Curtiz e Fuori dalla nebbia (1941) di Anatole Litvak, ottenendo nel 1943 il premio della critica cinematografica newyorkese per The Hard Way di Vincent Sherman.
Nel 1949, sospesa dal lavoro dalla Warner Bros., Ida Lupino casualmente ottenne di sostituire il regista Elmer Clifton, che si era ammalato durante le riprese del film Non abbandonarmi. Con Collier Young, allora suo marito, creò la Emerald Productions, rinominata poi The Filmmakers, che produrrà film con temi molto delicati per l'epoca, affidandone l'interpretazione a giovani attori di talento. I film da lei diretti fondono l'immaginario e il linguaggio visivo del noir e del melodramma, La Lupino abbandonò temporaneamente la recitazione, dedicandosi alla sceneggiatura di film con personaggi femminili inseriti in situazioni violente e drammatiche (tradimenti, gravidanze indesiderate, abusi familiari, stupro, ...), spesso volutamente trascurate nella considerazione del pubblico cinematografico che preferiva temi più leggeri.
Nel 1950 divenne, dopo Dorothy Arzner, la seconda donna a diventare membro della Directors Guild of America, la corporazione di registi cinematografici e televisivi statunitensi. Il primo film in cui venne accreditata ufficialmente come regista fu Never Fear (1950), nel quale la poliomielite colpisce e distrugge la vita a una ballerina. Sempre del 1950 fu La preda della belva, incentrato sulla storia di una giovane stuprata poco prima delle nozze. Nel 1951 diresse Hard, Fast and Beautiful, film in cui una madre ambiziosa riversa sulla figlia le sue delusioni costringendola a intraprendere la carriera di tennista. Nel 1953 girò La belva dell'autostrada, un thriller con protagonisti due uomini d'affari che durante un viaggio danno un passaggio in auto a un criminale psicopatico, che si servirà di loro come ostaggi per la sua fuga. Questo film fu il primo film Thriller girato da una donna. Nello stesso anno, diresse e interpretò La grande nebbia, dove affrontò apertamente il delicato tema della bigamia. Autorevole ma al tempo stesso affascinante, i ragazzi della troupe la chiamavano Mother, intimoriti dalla sua presenza dietro la macchina da presa. Sulla sua sedia da regista vi era scritto "La madre di tutti noi".
Ripresa la recitazione, Ida Lupino apparve ancora nel film su Hollywood Il grande coltello (1955) di Robert Aldrich, e in Quando la città dorme (1956) di Fritz Lang. Ancora come regista, nel 1966 diresse Rosalind Russell in Guai con gli angeli, film ispirato a un romanzo di Jane Trahey, in cui si narrava la vita di alcune giovani in un collegio di suore, una delle quali prenderà i voti. Nel 1972 interpreterà L'ultimo buscadero di Sam Peckinpah con Steve McQueen, mentre la pellicola Il cibo degli dei di Bert I. Gordon vedrà la sua ultima apparizione sullo schermo nel 1976.
Dagli anni '60, Ida Lupino si impegnò quasi esclusivamente nelle regie televisive di serial come Vita da strega, Ai confini della realtà, Alfred Hitchcock presenta, Gli intoccabili, Boris Karloff's Thriller, Il fuggiasco (ritrasmessa in Italia nel 2005), Il fantasma e la signora Muir. Dal gennaio 1957 al settembre 1958 fu anche protagonista del serial televisivo autobiografico Mr. Adams and Eve. Partecipò alla puntata 20 della prima stagione (1976/1977) di Charlie's Angels come special guest star, interpretando una vecchia gloria del cinema.

## Vita privata

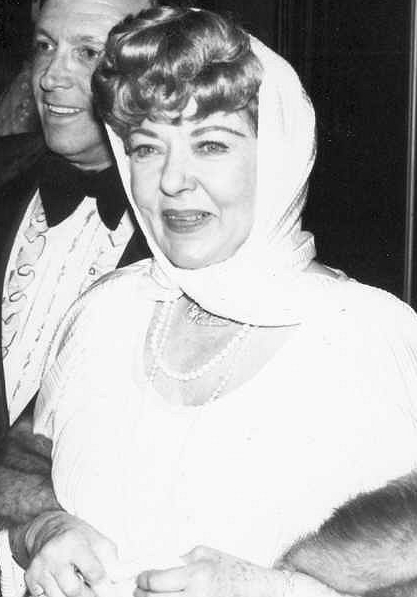
Ida Lupino nel 1979

Ida Lupino si sposò tre volte: con l'attore Louis Hayward, col produttore Collier Young e con l'attore Howard Duff, dal quale nel 1952 ebbe la figlia Bridget.
L'attrice-regista morì di ictus mentre era in cura per un cancro al colon nella sua abitazione di Burbank, a Los Angeles, il 3 agosto 1995, all'età di 77 anni. Le sue memorie, Ida Lupino: Beyond the Camera, furono editate dopo la sua morte e pubblicate dalla scrittrice Mary Ann Anderson.

## Critica
- Ida Lupino fu una delle prime donne regista a imporsi in un universo cinematografico prevalentemente maschile, tanto che è stata vista come una femminista ante litteram e forse, come si è scritto, «per questo la sua stella ha sempre brillato nell'ombra».[14]
- Martin Scorsese disse di lei: «C'è una sensazione di dolore, di panico e di crudeltà che colora ogni inquadratura di questi film, (...) Le sue eroine hanno sempre una grande dignità, così come la sua opera cinematografica. Contrassegnata dallo spirito di resistenza, con una straordinaria empatia per gli esseri fragili e per i cuori spezzati».[15]

## Filmografia

### Attrice

#### Cinema
- The Love Race, regia di Lupino Lane e Pat Morton (1931)
- L'altalena dell'amore (Her First Affaire), regia di Allan Dwan (1932)
- The Ghost Camera, regia di Bernard Vorhaus (1933)
- High Finance, regia di George King (1933)
- Money for Speed, regia di Bernard Vorhaus (1933)
- I Lived with You, regia di Maurice Elvey (1933)
- Prince of Arcadia, regia di Hanns Schwarz (1933)
- Search for Beauty, regia di Erle C. Kenton (1934)
- Come On, Marines!, regia di Henry Hathaway (1934)
- Ready for Love, regia di Marion Gering (1934)
- Una notte al castello (Paris in Spring), regia di Lewis Milestone (1935)
- Smart Girl, regia di Aubrey Scotto (1935)
- Sogno di prigioniero (Peter Ibbetson), regia di Henry Hathaway (1935)
- Anything Goes, regia di Lewis Milestone (1936)
- Un bacio al buio (One Rainy Afternoon), regia di Rowland V. Lee (1936)
- Bionda avventuriera (Yours for the Asking), regia di Alexander Hall (1936)
- Notti messicane (The Gay Desperado), regia di Rouben Mamoulian (1936)
- I demoni del mare (Sea Devils), regia di Benjamin Stoloff (1937)
- Let's Get Married, regia di Alfred E. Green (1937)
- Artisti e modelle (Artists & Models), regia di Raoul Walsh (1937)
- Fight for Your Lady, regia di Benjamin Stoloff (1937)
- La preda (The Lone Wolf Spy Hunt), regia di Peter Godfrey (1939)
- Che succede a San Francisco? (The Lady and the Mob), regia di Benjamin Stoloff (1939)
- Le avventure di Sherlock Holmes (The Adventures of Sherlock Holmes), regia di Alfred L. Werker (1939)
- La luce che si spense (The Light that Failed), regia di William A. Wellman (1939)
- Strada maestra (They Drive by Night), regia di Raoul Walsh (1940)
- Una pallottola per Roy (High Sierra) regia di Raoul Walsh (1941)
- Il lupo dei mari (The Sea Wolf), regia di Michael Curtiz (1941)
- Fuori dalla nebbia (Out of the Fog), regia di Anatole Litvak (1941)
- Tenebre (Ladies in Retirement), regia di Charles Vidor (1941)
- Ondata d'amore (Moontide), regia di Archie Mayo (1942)
- Life Begins at Eight-Thirty, regia di Irving Pichel (1942)
- Per sempre e un giorno ancora (Forever and a Day), registi vari (1943)
- The Hard Way, regia di Vincent Sherman (1943)
- Thank Your Lucky Stars, regia di David Butler (1943)
- Bombe su Varsavia (In Our Time), regia di Vincent Sherman (1944)
- Ho baciato una stella (Hollywood Canteen), regia di Delmer Daves (1944)
- Pillow to Post, regia di Vincent Sherman (1945)
- Appassionatamente (Devotion), regia di Curtis Bernhardt (1946)
- Io amo (The Man I Love) (1947)
- Disperato amore (Deep Valley), regia di Jean Negulesco (1947)
- Non mi sfuggirai (Escape Me Never) (1947)
- I quattro rivali (Road House), regia di Jean Negulesco (1948)
- La sete dell'oro (Lust for Gold), regia di S. Sylvan Simon e George Marshall (1949)
- Donna in fuga (Woman in Hiding)
- La preda della belva (Outrage)
- Hard, Fast and Beautiful
- Voglia di vita (On the Loose), regia di Charles Lederer (1951)
- Neve rossa (On Dangerous Ground), regia di Nicholas Ray (1951)
- La jena di Oakland (Beware, My Lovely)
- Jennifer
- La grande nebbia (The Bigamist), regia di Ida Lupino (1953)
- Dollari che scottano (Private Hell 36), regia di Don Siegel (1954)
- La rivolta delle recluse (Women's Prison), regia di Lewis Seiler (1955)
- Il grande coltello (The Big Knife), regia di Robert Aldrich (1955)
- Quando la città dorme (While the City Sleeps), regia di Fritz Lang (1956)
- L'ora del delitto (Strange Intruder), regia di Irving Rapper (1956)
- Junior Bonner (L'ultimo buscadero), regia di Sam Peckinpah (1972)
- Il maligno (The Devil's Rain), regia di Robert Fuest (1975)
- Il cibo degli dei (The Food of the Gods), regia di Bert I. Gordon (1976)
- My Boys Are Good Boys (1978)

#### Televisione
- Screen Directors Playhouse – serie TV, episodio 1x16 (1956)
- Climax! – serie TV, episodio 2x23 (1956)
- Teenage Idol (1958)
- Ai confini della realtà (The Twilight Zone) – serie TV, episodio 1x04 (1959)
- Bonanza – serie TV, episodio 1x07 (1959)
- Il virginiano (The Virginian) – serie TV, episodi 1x25-3x30 (1963-1965)
- General Electric Theater – serie TV, episodio 9x22 (1961)
- The Investigators – serie TV, episodio 1x12 (1961)
- La legge di Burke (Burke's Law) – serie TV, episodi 1x08-2x08 (1963-1964)
- Gli inafferrabili (The Rogues) – serie TV, episodio 1x08 (1964)
- Batman – serie TV
- Selvaggio west (The Wild Wild West) – serie TV, episodio 2x04 (1966)
- Sui sentieri del West (The Outcasts) – serie TV, episodio 1x17 (1969)
- Tre nipoti e un maggiordomo (Family Affair) – serie TV, episodi 4x12-5x05 (1969-1970)
- Women in Chains
- Strangers in 7A (Gli intrusi)
- Female Artillery
- I Love a Mystery
- The Letters
- Le strade di San Francisco (The Streets of San Francisco) – serie TV, episodio 2x17 (1974)
- Colombo (Columbo) – serie TV, episodi 1x06-3x07 (1972-1974)
- Ellery Queen – serie TV, episodio 1x02 (1975)
- Charlie's Angels – serie TV, episodio 1x20 (1977)

### Regista

#### Cinema
- Not wanted (1949) co-regista Elmer Clifton
- Never Fear (1949)
- La preda della belva (Outrage) (1950)
- Hard, Fast and Beautiful (1951)
- La belva dell'autostrada (The Hitch-Hiker) (1953)
- La grande nebbia (The Bigamist) (1953)
- Guai con gli angeli (The Trouble with Angels) (1966)

#### Televisione
- Alfred Hitchcock presenta (Alfred Hitchcock Presents), episodio 6x16 (1961)
- Ai confini della realtà (The Twilight Zone), episodio 5x25 (1964)
- Gli intoccabili
- Boris Karloff's Thriller
- Il fuggiasco
- Il fantasma e la signora Muir

## Doppiatrici italiane
- Lydia Simoneschi in Fuori dalla nebbia, La sete dell'oro, Quando la città dorme, L'ora del delitto e nel doppiaggio originario di I quattro rivali
- Rosetta Calavetta in Il grande coltello, L'ultimo buscadero, Ellery Queen, Sogno di prigioniero
- Renata Marini in Una pallottola per Roy e Il lupo dei mari
- Noemi Gifuni nei ridoppiaggi di La grande nebbia e Dollari che scottano
- Margherita Bellini in Strada maestra
- Dhia Cristiani in La jena di Oakland
- Clelia Bernacchi in Ho baciato una stella
- Andreina Pagnani in Disperato amore
- Alina Moradei in Batman
- Angiolina Quinterno in Colombo
- Anna Miserocchi in Charlie's Angels
- Laura Gianoli nel ridoppiaggio di Neve rossa
- Alba Cardilli nel ridoppiaggio di I quattro rivali